# Красноухая пресноводная черепаха
Красноухая пресноводная черепаха (лат. Trachemys scripta elegans) — подвид красноухой черепахи из семейства пресноводных черепах (Emydidae). Естественным ареалом данного подвида является юго-восточная часть Соединённых Штатов, однако он массово распространён и в других местах, где-то являясь инвазивным видом — например, в Калифорнии, где он вытесняет аборигенные виды черепах, где-то — являясь популярным домашним животным (Северная и Южная Америка, Центральная Европа, Юго-Восточная Азия).

## Название
«Красноухими» данные черепахи названы из-за отличительных красных участков кожи вокруг их ушей. На английском языке название данного подвида — Red-eared slider, где «red-eared» означает «красноухая», а «slider» можно примерно перевести как «ползунок»: это название черепахи получили из-за их способности быстро соскальзывать со скал и брёвен в воду. В русском языке принято название «красноухая пресноводная черепаха».
Этот подвид был ранее известен как черепаха Труста в честь американского герпетолога; тем не менее, сейчас Trachemys scripta troostii является научным названием для другого подвида — камберлендской черепахи.

## Поведение
Красноухие пресноводные черепахи являются почти полностью водными животными, но покидают воду, чтобы позагорать и отложить яйца. Эти рептилии обманчиво быстры и являются также приличными пловцами. Они охотятся за добычей и попытаются поймать её, когда для этого есть возможность. Они стараются избегать встреч с хищниками и людьми; свои знаменитые «соскальзывания» в воду они совершают в том числе при виде врагов.
Вопреки популярному неправильному представлению, у данных черепах нет слюны. Они, как и большинство водных черепах, имеют языки, устроенные таким образом, что им необходимо съедать свою добычу в воде.

## Описание
Длина панциря новорождённых черепах — около 3 см. Самки способны вырастать до 25—33 сантиметров, тогда как самцы — до 20—25 сантиметров; таким образом, имеет место половой диморфизм. Самки не только крупнее самцов, но и имеют более мощные челюсти. С другой стороны, хвост у самцов значительно длиннее и толще, чем у самок. Самцы имеют более длинные когти на передних лапах, предназначенных для того, чтоб крепче держаться на панцире самки во время спаривания.

## Питание и размножение
Данные черепахи являются всеядными: их рацион состоит из рыбы, раков, падали, головастиков, улиток, различных насекомых и водных растений. При этом молодые особи в гораздо большей степени склонны к хищничеству, нежели взрослые: с возрастом растительная пища занимает всё больше места в рационе черепахи.
Спаривание обычно происходит в мае. Самка откладывает кладку из 2—30 яиц за раз; всего в год может быть отложено до 5 кладок. Половой зрелости красноухие пресноводные черепахи достигают в возрасте 6—8 лет. Между спариванием и откладыванием яиц иногда проходит несколько недель, насиживание продолжается в течение 60—90 дней.